# Liste des abbés de Wettingen-Mehrerau
Les abbés de l'abbaye de Wettingen-Mehrerau, en Autriche.
Abbaye de Wettingen (Suisse)
- Konrad I (de)(1227-1267)
- Heinrich I (1267-1278)
- Volker von Fulach (de) (1278–1304)
- Ulrich I Wolleb (1304-1309)
- Konrad II (1309-1316)
- Heinrich II (de) (1316-1324)
- Jakob (1324-1335)
- Eberhard von Tengen (1335-1343)
- Heinrich III (1343-1356)
- Berchtold Tutz (1356-1358)
- Albrecht I Huter (1358-1379)
- Johann I Paradyser (1379-1385)
- Burkhard Wyss (1385-1407)
- Johann II Türr (1407-1427)
- Johann III Schwarzmurer (1427–1433)
- Rudolf Wülflinger (1433–1445)
- Johann III Schwarzmurer bis (1445–1455)
- Johann IV Wagner (1455-1462)
- Albrecht II Haas (1462–1486)
- Johann V Müller (1486–1521)
- Andreas Wengi (1521–1528)
- Georg Müller (1528–1531)
- Johann VI Schnewly (1534-1539)
- Johann VII Nöthlich (1540-1550)
- Peter I Eichhorn (1550–1563)
- Christoph I Silberysen (de) (1564–1594)
- Peter II Schmid (1594–1633)
- Christoph II Bachmann (1633–1641)
- Nicolas de Flue (de) (1641–1649)
- Bernhard Keller (1649–1659)
- Gerhard Bürgisser (1659–1670)
- Benedikt I Staub (1670–1672)
- Nikolaus II Göldlin von Tiefenau (de) (1672-1686)
- Ulrich II Meyer (1686–1694)
- Basilius Reuty (1695–1703)
- Franziskus Baumgartner (1703–1721)
- Alberich I Beusch (1721–1745)
- Peter III Kälin (1745–1762)
- Sebastian Steinegger (1768–1807)
- Benedikt II Niklaus Ignaz Geygis (1807-1818)
- Alberich II Denzler (1818–1840)
- Leopold Höchle (1840–1854)

Abbaye de Wettingen-Mehrerau (Autriche)
Ils ont le titre d'abbé de Wettingen et de prieur de Mehrerau.
- Leopold Höchle (1854–1864)
- Martin Reimann (1864–1878)
- Maurus Kalkum (1878–1893)
- Laurentius Wocher (1893–1895)
- Augustin Stöckli (1895–1902)
- Eugen Josef Notz (de) (1902–1917)
- Kassian I Josef Haid (de) (1917–1949)
- Heinrich IV Suso Groner (de) (1949–1968)
- Kassian II Otto Lauterer (de) (1968–2009)
- Anselm van der Linde (2009-2018)
- Vinzenz Wohlwend (de) (depuis 2018)